# Comuna Gura Camencii, Florești
Comuna Gura Camencii este o comună din raionul Florești, Republica Moldova. Este formată din satele Gura Camencii (sat-reședință), Bobulești și Gvozdova.

## Demografie
Conform datelor recensământului din 2014, comuna are o populație de 3.018 locuitori. La recensământul din 2004 erau 3.538 de locuitori.

## Administrație și politică
Componența Consiliului local Gura Camencii (13 consilieri), ales la 5 noiembrie 2023, este următoarea:
|  | Partid                                        | Consilieri | Componență | Componență | Componență | Componență |
|  | --------------------------------------------- | ---------- | ---------- | ---------- | ---------- | ---------- |
|  | Partidul Socialiștilor din Republica Moldova  | 4          |            |            |            |            |
|  | Partidul Acțiune și Solidaritate              | 4          |            |            |            |            |
|  | Partidul Nostru                               | 2          |            |            |            |            |
|  | Partidul Dezvoltării și Consolidării Moldovei | 2          |            |            |            |            |
|  | Partidul Liberal Democrat din Moldova         | 1          |            |            |            |            |